# 120 Collins Street
120 Collins Street  — хмарочос в Мельбурні, Австралія. Висота 52-поверхового будинку становить 220 метрів, з урахуванням антени 265 метрів, він є другим за висотою в Мельбурні, та третім за висотою хмарочосом Австралії. Будівництво було розпочато в 1989 і завершено в 1991 році. 
Хмарочос було розроблено компанією Hassell в співробітництві з архітектором Дерілом Джексоном.
В будівлі розташовані офіси таких компаній як: Mitsubishi, Merrill Lynch, BlackRock, Rothschild, Standard & Poor's, Bluescope Steel, Rio Tinto Group, Ord Minnet.
Будинок збудовано в постмодерністському стилі.